# Národní park Warrumbungle
Národní park Warrumbungle je národní park zapsaný na Seznamu národních kulturních památek Austrálie. Rozkládá se na 23 311 hektarech v oblasti Orana v Novém Jižním Walesu v Austrálii. Leží přibližně 550 kilometrů na severozápad od centra Sydney. Park ročně přiláká přibližně 35 000 návštěvníků.
Základem parku je horské pásmo Warrumbungle (též Warrumbungles, proto se mu často říká Warrumbungles). Park leží ve významném ptačím území Pilliga, které tak vzhledem k jeho významu pro řadu druhů lesních ptáků, z nichž mnohé jsou ohroženy, označila světová organizace ochrany ptáků BirdLife International.
Na seznam australských národních kulturních památek byl Národní park Warrumbungle připsán v prosinci 2006.
Dne 4. července 2016 získal park od Mezinárodní asociace temné oblohy jako první v Austrálii osvědčení jako Park tmavé oblohy.

## Přístup
Nejbližšími městečky jsou Baradine, Coonabarabran, Coonamble, Gilgandra, Gulargambone a Tooraweenah. Přístup přes Coonabarabran na východě je po 27 kilometrů dlouhé asfaltové silnici zvané John Renshaw Parkway, jež byla vybudována v roce 1966. Přes Coonamble na západě se do parku dá dojet po 57kilometrové cestě s trochou štěrku.
Park se nachází ve třech oblastech místní správy: Warrumbungle Shire na východě, Gilgandra Shire na jihu a Coonamble Shire na západě.